# Огоджинский сельсовет
Огоджи́нский сельсове́т — сельское поселение в Селемджинском районе Амурской области.
Административный центр — село Огоджа. 

## История
28 июня 2005 года в соответствии с Законом Амурской области № 25-ОЗ образовано муниципальное образование «Рабочий посёлок (пгт) Огоджа» и наделено статусом городского поселения. 2 мая 2012 года в соответствии с Законом Амурской области № 33-ОЗ рабочий посёлок Огоджа преобразован в сельский населенный пункт, а муниципальное образование — в сельское поселение Огоджинский сельсовет.

## Население
| 2010 | 2011 | 2012 | 2013 | 2014 | 2015 | 2016 |
| ---- | ---- | ---- | ---- | ---- | ---- | ---- |
| 395  | ↘391 | ↘379 | ↘371 | ↘362 | ↘341 | ↘339 |
| 2017 | 2018 | 2021 |      |      |      |      |
| ↘329 | ↘310 | ↘207 |      |      |      |      |

## Состав сельского поселения
| № | Населённый пункт | Тип населённого пункта       | Население |
| - | ---------------- | ---------------------------- | --------- |
| 1 | Огоджа           | село, административный центр | ↘207      |